# Social stratifiering
Social stratifiering är ett begrepp inom sociologi och arkeologi som avser den hierarkiska strukturen i ett samhälle som delar upp människorna i klasser, grupper, kaster eller någon annan form av strata. I alla samhällen där opersonliga kontakter förekommer finns någon form av social stratifiering, men hierarkins konstruktion varierar kraftigt mellan olika samhällen.
Värderingen av den sociala stratifieringens betydelse varierar kraftigt mellan olika ideologier. Funktionalister och strukturalister menar att eftersom social stratifiering existerar i de flesta samhällen måste någon form av hierarki vara bra eller nödvändig för samhällets stabilitet. Konfliktteoretiker menar istället att stratifieringen i många samhällen orsakar en brist på social mobilitet samtidigt som den gör resurserna svårtillgängliga. Marxister menar till exempel att stratifieringen undanhåller arbetarklassen från socioekonomisk utveckling samtidigt som den gör att överklassen kan fortsätta att utnyttja proletariatet generation efter generation.
Vissa antropologer har hävdat att samhällen med fullständig avsaknad av social stratifiering faktiskt existerar, huvudsakligen bland så kallade jägar-samlar-kulturer. Detta påstående kan emellertid ifrågasättas: i sådana primitiva kulturer brukar den manliga råstyrkan värderas högre än kvinnliga kvalitéer (könsdiskriminering), och det är vanligen ett fåtal män, alfahannarna, som besitter makten över stammen och använder kvinnorna som sina personliga reproduktionsmedel (se objektifiering). Däremot är makten inte lika cementerad som i andra former av kultur, och den som är alfahanne den ena dagen kan besegras av en annan hanne, som då griper makten över stammen. I alla större eller mer komplexa samhällen finns någon form av social stratifiering, och även i mindre grupper är vissa individer mera dominerande än andra.